# Metoliophilus uvaticus
Metoliophilus uvaticus är en plattmaskart. Metoliophilus uvaticus ingår i släktet Metoliophilus och familjen Lecithodendriidae. Inga underarter finns listade i Catalogue of Life.